# Faye-d'Anjou
Pour les articles homonymes, voir Faye.
Faye-d'Anjou est une ancienne commune française située dans le département de Maine-et-Loire, en région Pays de la Loire, devenue le 1er janvier 2016, une commune déléguée de la commune nouvelle de Bellevigne-en-Layon.
Cette commune rurale se situe dans l'appellation viticole des Coteaux du Layon.

## Géographie

### Localisation
Ce village angevin de l'ouest de la France se situe dans le Saumurois, en limite des Mauges, dans la région des coteaux du Layon, sur les routes D 55, qui traverse le village du nord (Vauchrétien) à l’ouest (Beaulieu-sur-Layon), et D 120, au sud (Thouarcé).
Le territoire du Saumurois est la petite région qui couvre la partie sud-est de Maine-et-Loire, délimitée au nord par la Loire et à l'ouest par le Layon.

### Aux alentours
Les localités à proximité sont Thouarcé (3 km), Rablay-sur-Layon (4 km), Champ-sur-Layon (5 km), Notre-Dame-d'Allençon (5 km), Vauchrétien (6 km), Beaulieu-sur-Layon (6 km), Chavagnes (6 km), Faveraye-Mâchelles (6 km), Mozé-sur-Louet (8 km) et Soulaines-sur-Aubance (8 km), Martigné-Briand (9 km).

### Géologie et relief

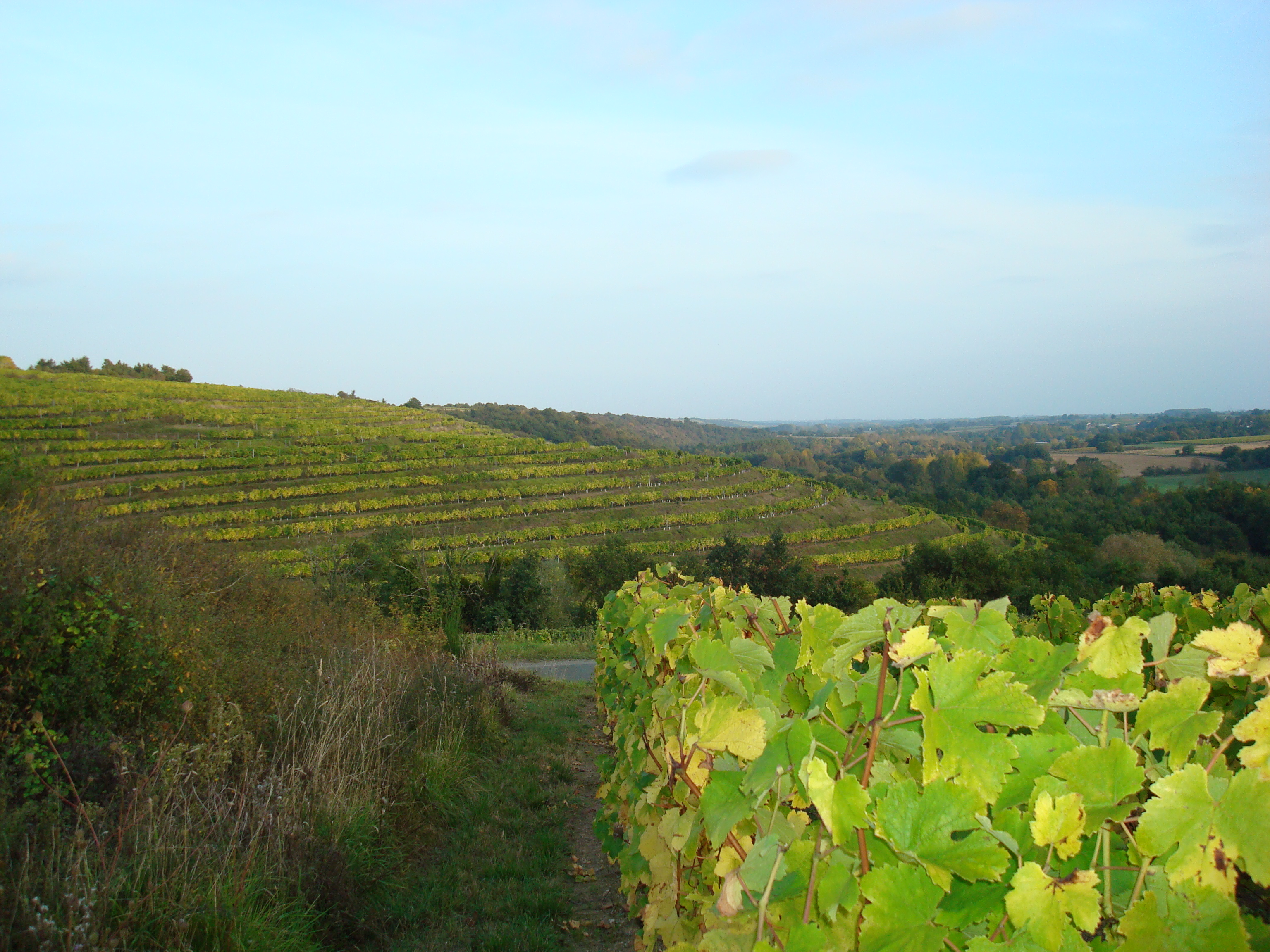
Vigne en terrasses dans les coteaux du Layon sur la commune de Faye-d’Anjou.

L'altitude de la commune varie de 22 à 104 mètres, pour une altitude moyenne de 90 mètres. Son territoire s'articule autour de deux reliefs principaux : une partie se situe sur des coteaux et une autre sur de petites vallées. Le Saumurois se compose de terrains secondaires et tertiaires. On est sur une plaine sédimentaire aux plateaux peu élevés, et généralement calcaires, qui encadrent la vallée de la Loire.
Faye-d'Anjou s'étend sur plus de 30 km2 (3 040 hectares). Une partie de son territoire figure à l'inscription :
- de Natura 2000 pour la vallée de la Loire de Nantes aux Ponts-de-Cé et zones adjacentes ;
- des inventaires des Zones naturelles d'intérêt écologique, floristique et faunistique (ZNIEFF) pour le coteau du moulin de la Pinsonnerie, la vallée du Layon, la forêt de Brissac (Brissac-Quincé, Faye-d'Anjou, Notre-Dame-d'Alençon et Vauchrétien) et celle de Beaulieu (Beaulieu-sur-Layon, Faye-d'Anjou, Mozé-sur-Louet, Soulaines-sur-Aubance et Vauchrétien) ;
- d'Eau et milieux aquatiques des Zones humides d'importance nationale pour la Loire entre Maine et Nantes ;
- des Schémas d'aménagement et de gestion des eaux pour le Layon et l'Aubance.

### Hydrographie
Les rivières le Layon, la Proutière et la Gruechere sont les principaux cours d'eau qui traversent la commune. Le Layon (rivière) délimite la partie sud de son territoire, tandis que les forêts de Brissac et de Beaulieu délimitent celles du nord et de l'est.

### Climat
Son climat est tempéré, de type océanique. Le climat angevin est particulièrement doux, du fait de sa situation entre les influences océaniques et continentales. Généralement les hivers sont pluvieux, les gelées rares et les étés ensoleillés.

### Voies de communication et transports
Transports en commun : La commune est desservie par une ligne d'autobus du réseau interurbain de Maine-et-Loire AnjouBus, la ligne 19 (Angers - Faveraye Mâchelles).
Il n'existe pas de réseau ferroviaire desservant Faye d'Anjou. La gare de TER la plus proche se situe à Chemillé (ligne Angers - La Possonnière - Cholet).

## Urbanisme
Morphologie urbaine : Le village s'inscrit dans un territoire essentiellement rural.
En 2013, on trouvait 605 logements sur la commune de Faye-d'Anjou, dont 89 % étaient des résidences principales, pour une moyenne sur le département de 90 %, et dont 78 % des ménages en étaient propriétaires.

## Toponymie
Formes anciennes : Fagia ou Faia en 1055, Faye sus Thouarcé en 1423, Faye sous Thouarcé du XVe au XVIIIe siècle, Faye en 1793 et 1801, puis Faye d'Anjou en 1923,. L'origine du nom de Faye vient du latin fagea qui signifie hêtraie.
D'autres communes françaises portent le nom de « Faye », comme Faye dans le Loir-et-Cher et Faye-sur-Ardin dans les Deux-Sèvres.
Une demande de modification en Faye-sur-Layon a été refusée en 1936.
Nom des habitants (gentilé) : les Fayens.

## Histoire

### Préhistoire
Témoins de la préhistoire, il a été trouvé sur la commune quatre haches en pierre polie et quatre silex.

### Moyen Âge
C'est au Moyen Âge que le seigneur de Brissac fonde la paroisse. L'église Notre-Dame apparait dans les textes au XIe siècle. Elle dépendait de l'abbaye de la Trinité de Mauléon.

### Ancien Régime
Une partie des biens d'Église à Faye sont aliénés au moment des guerres de religion (XVIe siècle).
À la veille de la Révolution française, la paroisse de Faye d'Anjou dépend du doyenné de Chemillé (diocèse d'Angers) et de l'élection d'Angers.

### Époque contemporaine
À la réorganisation administrative qui suit la Révolution, Faye d'Anjou est intégrée en 1790 au canton de Thouarcé et le Champ et au district de Vihiers, puis en 1800 à l'arrondissement de Saumur, et un peu plus tard à l'arrondissement d'Angers.
Comme dans le reste de la région, à la fin du XVIIIe siècle se déroule la guerre de Vendée, qui marquera de son empreinte le pays tout entier.
En 2016, les communes de Champ-sur-Layon, Faveraye-Mâchelles, Faye-d'Anjou, Rablay-sur-Layon et Thouarcé se regroupent donnant naissance à la nouvelle commune de Bellevigne-en-Layon.

## Politique et administration

### Administration municipale

#### Administration actuelle
Depuis le 1er janvier 2016, Faye-d'Anjou constitue une commune déléguée au sein de la commune nouvelle de Bellevigne-en-Layon et dispose d'un maire délégué.
| Période                                  | Période  | Identité             | Étiquette | Qualité |
| ---------------------------------------- | -------- | -------------------- | --------- | ------- |
| janvier 2016                             | en cours | Dominique Normandin, |           |         |
| Les données manquantes sont à compléter. |          |                      |           |         |

#### Administration ancienne
La commune est créée à la Révolution (Faye, puis Faye-d'Anjou en 1923).
| Période                                  | Période       | Identité             | Étiquette | Qualité |
| ---------------------------------------- | ------------- | -------------------- | --------- | ------- |
| mars 2001                                | décembre 2015 | Dominique Normandin, |           |         |
| Les données manquantes sont à compléter. |               |                      |           |         |

### Ancienne situation administrative

#### Intercommunalité
Faye-d'Anjou était membre de la communauté de communes des Coteaux du Layon. Cette structure intercommunale créée en 1994 regroupait douze communes, dont Thouarcé, Rablay-sur-Layon, Faveraye-Mâchelles, Vauchrétien et Champ-sur-Layon. L'intercommunalité était membre du syndicat mixte Pays de Loire en Layon, structure administrative d'aménagement du territoire comprenant deux communautés de communes : Coteaux-du-Layon et Loire-Layon.
À la suite de la révision du schéma départemental de coopération intercommunale, le 1er janvier 2017 les communautés de communes Loire-Layon, Coteaux du Layon et Loire Aubance fusionnent dans la communauté de communes Loire Layon Aubance.

#### Autres circonscriptions
Jusqu'en 2014, la commune fait partie du canton de Thouarcé et de l'arrondissement d'Angers,. Le canton de Thouarcé compte dix-sept communes, dont Champ-sur-Layon, Faveraye-Mâchelles, Rablay-sur-Layon, Thouarcé et Vauchrétien. C'est l'un des quarante-et-un cantons que compte le département ; circonscriptions électorales servant à l'élection des conseillers généraux, membres du conseil général du département. Dans le cadre de la réforme territoriale, un nouveau découpage territorial pour le département de Maine-et-Loire est défini par le décret du 26 février 2014. Le canton de Thouarcé disparait et la commune est rattachée au canton de Chemillé-Melay, avec une entrée en vigueur au renouvellement des assemblées départementales de 2015.
Faye-d'Anjou faisait partie de la quatrième circonscription de Maine-et-Loire, composée de six cantons dont Montreuil-Bellay et Vihiers ; la quatrième circonscription de Maine-et-Loire étant l'une des sept circonscriptions législatives que compte le département.

### Jumelages et partenariats
La commune de Faye-d'Anjou ne comporte pas de jumelage.

## Population et société

### Démographie

#### Évolution démographique
L'évolution du nombre d'habitants est connue à travers les recensements de la population effectués dans la commune depuis 1793. À partir du 1er janvier 2009, les populations légales des communes sont publiées annuellement dans le cadre d'un recensement qui repose désormais sur une collecte d'information annuelle, concernant successivement tous les territoires communaux au cours d'une période de cinq ans. 
Pour les communes de moins de 10 000 habitants, une enquête de recensement portant sur toute la population est réalisée tous les cinq ans, les populations légales des années intermédiaires étant quant à elles estimées par interpolation ou extrapolation. Pour la commune, le premier recensement exhaustif entrant dans le cadre du nouveau dispositif a été réalisé en 2007,.
En 2013, la commune comptait 1 406 habitants, en évolution de +15,25 % par rapport à 2008 (Maine-et-Loire : +3,3 %, France hors Mayotte : +2,49 %).
| 1793  | 1800  | 1806  | 1821  | 1831  | 1836  | 1841  | 1846  | 1851  |
| ----- | ----- | ----- | ----- | ----- | ----- | ----- | ----- | ----- |
| 1 270 | 1 174 | 1 116 | 1 245 | 1 297 | 1 244 | 1 229 | 1 228 | 1 275 |

| 1856  | 1861  | 1866  | 1872  | 1876  | 1881  | 1886  | 1891  | 1896  |
| ----- | ----- | ----- | ----- | ----- | ----- | ----- | ----- | ----- |
| 1 302 | 1 220 | 1 279 | 1 276 | 1 288 | 1 313 | 1 306 | 1 216 | 1 132 |

| 1901  | 1906  | 1911  | 1921  | 1926  | 1931  | 1936  | 1946  | 1954  |
| ----- | ----- | ----- | ----- | ----- | ----- | ----- | ----- | ----- |
| 1 162 | 1 163 | 1 152 | 1 048 | 1 030 | 1 032 | 1 085 | 1 070 | 1 030 |

| 1962  | 1968 | 1975 | 1982 | 1990 | 1999  | 2007  | 2012  | 2013  |
| ----- | ---- | ---- | ---- | ---- | ----- | ----- | ----- | ----- |
| 1 026 | 987  | 898  | 950  | 907  | 1 033 | 1 210 | 1 386 | 1 406 |

#### Pyramide des âges
La population de la commune est relativement jeune. Le taux de personnes d'un âge supérieur à 60 ans (19,1 %) est en effet inférieur au taux national (21,8 %) et au taux départemental (21,4 %).
Contrairement aux répartitions nationale et départementale, la population masculine de la commune est supérieure à la population féminine (49,8 % contre 48,7 % au niveau national et 48,9 % au niveau départemental).
La répartition de la population de la commune par tranches d'âge est, en 2008, la suivante :
- 49,8 % d’hommes (0 à 14 ans = 24,4 %, 15 à 29 ans = 14,5 %, 30 à 44 ans = 21,6 %, 45 à 59 ans = 21,3 %, plus de 60 ans = 18,2 %) ;
- 50,2 % de femmes (0 à 14 ans = 20,2 %, 15 à 29 ans = 15,8 %, 30 à 44 ans = 24,3 %, 45 à 59 ans = 19,7 %, plus de 60 ans = 19,9 %).

| Hommes | Classe d’âge | Femmes |
| ------ | ------------ | ------ |
| 0,5    | 90 ans ou +  | 1,5    |
| 5,6    | 75 à 89 ans  | 6,9    |
| 12,1   | 60 à 74 ans  | 11,5   |
| 21,3   | 45 à 59 ans  | 19,7   |
| 21,6   | 30 à 44 ans  | 24,3   |
| 14,5   | 15 à 29 ans  | 15,8   |
| 24,4   | 0 à 14 ans   | 20,2   |

| Hommes | Classe d’âge | Femmes |
| ------ | ------------ | ------ |
| 0,4    | 90 ans ou +  | 1,1    |
| 6,3    | 75 à 89 ans  | 9,5    |
| 12,1   | 60 à 74 ans  | 13,1   |
| 20,0   | 45 à 59 ans  | 19,4   |
| 20,3   | 30 à 44 ans  | 19,3   |
| 20,2   | 15 à 29 ans  | 18,9   |
| 20,7   | 0 à 14 ans   | 18,7   |

### Vie locale
Située dans l'académie de Nantes, la commune compte deux écoles élémentaires, école publique La Clef-des-Chants et école privée Saint-Vincent. Il n’y a pas de collège sur la commune, la plupart des enfants vont à ceux de Thouarcé. Sont également présentes une garderie et une cantine scolaire.
La commune de Faye-d'Anjou compte un cabinet infirmier situé dans le bourg. Les autres structures de santé (médecin, pharmacie…) se trouvent à Thouarcé, siège de la communauté de communes. L'hôpital local le plus proche se trouve à Martigné-Briand.
On trouve également sur Thouarcé (3 km) l'ensemble des autres services publics, ainsi que des permanences, telles celles de la MSA (Mutualité Sociale Agricole) ou de la CPAM (Caisse Primaire d'Assurance Maladie).
Un service de ramassage des ordures ménagères (collecte sélective) est assuré par le SMITOM du Sud Saumurois. On ne trouve qu'une seule déchèterie sur le territoire de l'intercommunalité, située au Bottereau à Thouarcé.
On trouve également sur la commune plusieurs associations, dont l'harmonie L'Écho musical de Faye d'Anjou, créée en 1862. La structure est jumelée avec la formation belge Société royale d'Eben Emael.

## Économie

### Tissu économique
Commune principalement agricole, en 2009, sur les 103 établissements présents sur la commune, 53 % relevaient du secteur de l'agriculture (pour une moyenne de 18 % sur le département). L'année suivante, en 2010, sur 111 établissements présents sur la commune, 51 % relevaient du secteur de l'agriculture (pour une moyenne de 17 % sur le département), 4 % du secteur de l'industrie, 9 % du secteur de la construction, 32 % de celui du commerce et des services et 4 % du secteur de l'administration et de la santé.
Sur 114 établissements présents sur la commune à fin 2014, 39 % relevaient du secteur de l'agriculture (pour une moyenne de 11 % sur le département), 5 % du secteur de l'industrie, 8 % du secteur de la construction, 40 % de celui du commerce et des services et 8 % du secteur de l'administration et de la santé.

### Agriculture

Vignobles de la vallée de la Loire.
(Cliquez pour agrandir)

L'activité agricole représente l'activité la plus importante sur le territoire de Faye-d'Anjou.
La viticulture est fortement implantée dans la région. Situé dans les vignobles du Val de Loire, ce territoire se trouve au cœur des Vins d'Anjou et des Coteaux-du-Layon (AOC). Ce vin blanc liquoreux (100 % chenin blanc) concerne une appellation qui couvre une superficie de 3 381 hectares. Certains terroirs bénéficient de l'appellation suivie du nom de la commune ; ce qui est le cas pour Faye-d'Anjou.
Liste des appellations présentes sur le territoire :
- AOC - AOP Coteaux du Layon, AOC - AOP Coteaux du Layon Faye-d'Anjou ou Faye, AOC - AOP Coteaux du Layon Faye-d'Anjou ou Faye Sélection de grains nobles, AOC - AOP Coteaux du Layon Sélection de grains nobles,
- AOC - AOP Anjou blanc, AOC - AOP Anjou gamay, AOC - AOP Anjou gamay nouveau ou primeur, AOC - AOP Anjou mousseux blanc, AOC - AOP Anjou mousseux rosé, AOC - AOP Anjou rouge, AOC - AOP Anjou Villages, AOC - AOP Cabernet d'Anjou, AOC - AOP Cabernet d'Anjou nouveau ou primeur, AOC - AOP Crémant de Loire blanc, AOC - AOP Crémant de Loire rosé, IGP Maine-et-Loire blanc, IGP Maine-et-Loire rosé, IGP Maine-et-Loire rouge, AOC - AOP Rosé d'Anjou, AOC - AOP Rosé d'Anjou nouveau ou primeur, AOC - AOP Rosé de Loire,
- IGP Brioche vendéenne, IGP Bœuf du Maine, AOC - AOP Maine-Anjou, IGP Volailles de Cholet, IGP Volailles d’Ancenis.

## Culture locale et patrimoine

### Lieux et monuments
La commune de Faye-d'Anjou comporte plusieurs inscriptions à l'Inventaire, dont un monument historique :
- Moulin à vent de la Pinsonnerie : de type cavier à cône en maçonnerie et équipé d'ailes Berton, construit au XVIIIe siècle il domine la vallée du Layon, Monument historique Inscrit par arrêté du 22 mai 1978 (PA00109101)[45].
- Manoir du Fresne, des XVe XVIe et XVIIIe siècles, Inventaire général du patrimoine culturel.
- Croix de chemin dite Croix-Lizé, des XIXe et XXe siècles, Inventaire général du patrimoine culturel.

Autres lieux et monuments :
- Église Notre-Dame ;
- Manoirs et châteaux de Bellevue, de Chanzé (à ne pas confondre avec le manoir de Chanzé du Roi René situé à Sainte-Gemmes-sur-Loire, à côté du couvent de la Baumette), de Gastines, de Gilbourg et de MontBenault[33] ;
- 55 km de sentiers pédestres, autour de plusieurs circuits permettant de découvrir les vignobles, des moulins, des châteaux[33]…

### Personnalités liées à la commune
- Emery de Faye, apparait en 1106. La famille se perpétuera tout au long du XIIe siècle[16]
- Pierre Rouillard, sculpteur et directeur de la Maison Rouillard d'Angers